# Otto Müller (zapaśnik)
Otto Adolf Müller (ur. 21 czerwca 1899, zm. ?) – szwajcarski zapaśnik walczący w stylu wolnym. Brązowy medalista olimpijski z Paryża 1924. Walczył w kategorii 72 kg.
- Turniej w Paryżu 1924

Wygrał z Kanadyjczykiem Donaldem Stocktonem i Amerykaninem Williamem Johnsonem i przegrał z Amerykaninem Guyem Lookaboughiem.